# Literaturwissenschaft
Literaturwissenschaft ist die wissenschaftliche Auseinandersetzung mit der Literatur. Sie umfasst nach gängigem Verständnis Teilgebiete wie die Literaturgeschichte, die Literaturkritik, die Literaturinterpretation, die Literaturtheorie und die Editionsphilologie. Geschichtlich ist die Literaturwissenschaft hervorgegangen
- aus der universitären Beschäftigung mit Rhetorik und Poesie,
- aus der Beschäftigung mit dem Roman als Gegenstand der belles lettres
- und dem Namen nach, aus der Beschäftigung mit „Literatur“ – bis in das 19. Jahrhundert das Feld der wissenschaftlichen Publikationen.

In der literaturwissenschaftlichen Tradition stehen unter anderem die Theaterwissenschaft und die Medienwissenschaft.

## Geschichte vom 17. ins 19. Jahrhundert

### Lehrstühle für Poesie und Rhetorik
Man liest zuweilen, Johann Christoph Gottsched habe den ersten universitären Lehrstuhl für Poesie innegehabt. Das ist nicht korrekt, denn Lehrstühle in den Bereichen Poesie und Rhetorik gab es in den philosophischen Fakultäten europäischer Universitäten schon lange.
Die universitäre Auseinandersetzung mit Poesie blieb bis ins 18. Jahrhundert hinein auf die Poetologie fixiert und damit auf eine Diskussion der Regeln, denen Kunstwerke in den verschiedenen Gattungen der Poesie nach Aristoteles und seinen Nachfolgern entsprechen mussten. Poesie in den Landessprachen blieb gegenüber lateinischer Dichtung auf den Universitäten weitgehend unbeachtet. Den geringsten Raum nahm die im 17. und 18. Jahrhundert aktuelle, mit der Oper ihr Zentrum findende Poesieproduktion ein.

### Außeruniversitär: Die Beschäftigung mit dem Roman
Der Roman fand, nicht zur Poesie gehörig, vor allem auf dem Gebiet der Romanproduktion selbst Untersuchungen: in Vorreden zu Romanen und in Kapiteln, die von ihren Autoren in Romane eingebaut wurden, um dort die Geschichte der Gattung und ihre Qualitäten zu diskutieren. Zum Meilenstein wurde auf diesem Feld 1670 Pierre Daniel Huets Tractat über den Ursprung der Romane, 1670 als Vorrede zu Marie-Madeleine de La Fayettes Zayde veröffentlicht. Der in der Interpretation von Texten geschulte Bischof von Avranches schlug bahnbrechend vor, Romane und Poesie generell als Fiktionen vor dem Hintergrund der jeweiligen kulturellen Bedingungen zu interpretieren, denen sie entstammten. Die bestehenden Fachwissenschaften konnten dem Vorschlag wenig abgewinnen, profitabler schien bis weit in das 18. Jahrhundert hinein eine Romankritik, die die gesamte Gattung als moralisch verworfen disqualifizierte.

### Die Literaturwissenschaft im Wortsinn des 17. und 18. Jahrhunderts
Die Literaturwissenschaft, die der Literatur, per definitionem dem Feld der Wissenschaften, galt, entwickelte sich als die Wissenschaft der wichtigsten wissenschaftlichen Publikationen und damit weitgehend als bibliographisches Projekt. Ihre Arbeit bestand im Wesentlichen in der Herausgabe großer Wissenschaftsbibliographien. Im Lauf des 18. Jahrhunderts wurde dieses Projekt zunehmend fragwürdig: Fachbibliographien gewannen in den 1770ern gegenüber allgemeinen Überblicken über die Literatur aller Wissenschaften an Ansehen.
Das allgemeine Projekt einer Literaturgeschichte und Literaturwissenschaft überlebte, indem es sich am Ende des 18. Jahrhunderts der Poesiediskussion öffnete, die sich selbst zur Mitte des 18. Jahrhunderts der Romandiskussion geöffnet und damit entscheidend an Attraktivität gewonnen hatte.

### Die Literaturwissenschaft des 19. Jahrhunderts
Als im 19. Jahrhundert bahnbrechend in Deutschland neu definiert wurde, was als Literatur zu betrachten sei – im Zentrum der Begriffsdefinition der Bereich der sprachlichen Kunstwerke einer jeweiligen Nation – wandelte sich die Literaturwissenschaft zu einem eminent politischen Projekt. Der Fachterminus „Germanistik“ birgt die neue Traditionslinie: Fachleute aus dem Bereich der Rechtswissenschaft, die in der Lektüre mittelalterlicher deutscher Rechtsquellen geschult waren, hatten als erste die Expertise, das Corpus der Nationalliteratur zu sichern und quellenkritisch zu edieren.

## Aktuelle Untergliederungen

### Deutsche Philologie (Germanistik)

#### Ältere Deutsche Literaturwissenschaft
Das Fach Ältere Deutsche Literaturwissenschaft ist ein Teilbereich der Deutschen Philologie. Die Ältere Deutsche Literaturwissenschaft befasst sich mit der deutschen Literatur von den Anfängen im Frühmittelalter bis zum Übergang zur Neuzeit im 16./17. Jahrhundert. Sie analysiert die mittel- und althochdeutschen Texte systematisch nach Gattungen und Formen, Stoffen und Motiven, sowie historisch nach Autoren und Epochen.
Für Absolventen dieses Fachs lassen sich keine „typischen“ Berufsfelder erkennen. Es kommen quantitativ sehr begrenzte berufliche Tätigkeiten in Bildungsanstalten, Verlagen, Medien, Bibliotheken, Museen, Kulturvereinen, im Archiv- und Dokumentationswesen und in der Öffentlichkeitsarbeit in Betracht.

#### Neuere Deutsche Literaturwissenschaft
In der Neueren Deutschen Literaturwissenschaft werden theoretische Grundlagen und Methoden zur Untersuchung und Interpretation literarischer und nicht-literarischer Texte, wozu auch Theaterstücke und Filme zählen, in deutscher Sprache ab dem 16. Jahrhundert erarbeitet und angewendet. Literarische Epochen und ihr historischer Wandel werden erforscht und Beziehungen zwischen literarischen und anderen (geistes- oder sozialgeschichtlichen) Strukturen und Bedingungen der Herstellung, Verbreitung und Aufnahme von Literatur untersucht.
Die Neuere Deutsche Literaturwissenschaft ist neben der Linguistik und Mediävistik die dritte Disziplin des Studienfaches Germanistik an deutschen Universitäten.
- Neu: Im Sinne von neuzeitlich, bezieht sich auf die Literatur und nicht auf die Wissenschaft. Als erstes großes Werk der neueren deutschen Literatur gilt in der Literaturwissenschaft Das Narrenschiff (1494) von Sebastian Brant.

- Deutsch: bezieht sich auf die deutsche Sprache; Studienobjekt ist also die deutschsprachige Literatur.

- Wissenschaft: Macht darauf aufmerksam, dass beim wissenschaftlichen Lesen von Texten nicht das Rezipieren im Vordergrund steht, sondern vor allem das Reflektieren und Beobachten der Modalitäten. Das wissenschaftliche Nachdenken über Literatur muss methodisch fundiert sein.

## Grundausrichtungen, Forschungsrichtungen, Methoden und Theorien
In der Literaturwissenschaft etablierten sich verschiedene Forschungsgrundausrichtungen (männerorientierte, frauenorientierte und neuerdings auch transpersonenorientierte Forschung), Forschungsrichtungen, Methoden und Theorien:
- Dekonstruktivismus (auch „Dekonstruktion“)
- Diskursanalyse
- Empirische Literaturwissenschaft
- Erzähltheorie (Narrativistik)
- Feministische Literaturwissenschaft (auch Women’s Studies)
- Gender Studies
- Hermeneutik
- Ideologiekritik z. B. Bremer Kollektiv „Das kritische Lesen von Dichtung“
- Intertextualitätstheorie
- Komparatistik
- Theorie des literarischen Feldes
- Poststrukturalismus (Neostrukturalismus)
- Psychoanalyse
- Quantitative Literaturwissenschaft
- Rezeptionsästhetik
- Genfer Schule
- Russischer Formalismus
- Strukturalismus z. B. Prager literaturwissenschaftlicher Strukturalismus
- Systemtheoretische Literaturwissenschaft
- DH-Analyse

### Unterteilung nach dem Gegenstand der Untersuchung
- Dramenanalyse (siehe auch Dramentheorie, Geschlossene und offene Form im Drama)
- Erzähltextanalyse (siehe Erzähltheorie)
- Lyrikanalyse (siehe Gedichtinterpretation)
  - hier auch Metrikanalyse (siehe Verslehre)
- Epistolografie (Beschäftigung mit der Literaturgattung Brief)
- Textsortenanalyse

## Bedeutende Literaturwissenschaftler und Literaturtheoretiker
- Theodor W. Adorno
- Beda Allemann
- Thomas Anz
- Aristoteles
- Erich Auerbach
- Michail Bachtin
- Roland Barthes
- Walter Benjamin
- Dieter Borchmeyer
- Hartmut Böhme
- Homi Bhabha
- Maurice Blanchot
- Harold Bloom
- Nicolas Boileau
- Pierre Bourdieu
- Silvia Bovenschen
- Christa Bürger
- Peter Bürger
- Kenneth Burke
- Judith Butler
- Hélène Cixous
- Jonathan Culler
- Jacques Derrida
- Heinrich Detering
- Wilhelm Dilthey
- Terry Eagleton
- Umberto Eco
- Boris Michailowitsch Eichenbaum
- Wilhelm Emrich
- Stanley Fish
- Michel Foucault
- Northrop Frye
- Hans-Georg Gadamer
- Gérard Genette
- Johann Wolfgang von Goethe
- Stephen Greenblatt
- Algirdas Julien Greimas
- Käte Hamburger
- Paul Hankamer
- Sabine Haupt
- Roman Jakobson
- Hans Robert Jauß
- Walter Jens
- Wolfgang Kayser
- Werner Krauss
- Julia Kristeva
- Renate Lachmann
- Eberhard Lämmert
- Erwin Leibfried
- Gotthold Ephraim Lessing
- Jürgen Link
- Juri Lotman
- Niklas Luhmann
- Georg Lukács
- Paul de Man
- Winfried Menninghaus
- Renate Möhrmann
- Franco Moretti
- Jan Mukařovský
- Walter Müller-Seidel
- Walter Muschg
- Jean Paulhan
- Charles Sanders Peirce
- Alain Robbe-Grillet
- Friedrich Schiller
- Friedrich Schleiermacher
- Wiktor Borissowitsch Schklowski
- Edward Said
- Albrecht Schöne
- Leo Spitzer
- Emil Staiger
- Franz Karl Stanzel
- Jean Starobinski
- Peter Szondi
- Tzvetan Todorov
- Juri Nikolajewitsch Tynjanow
- Peter von Matt
- Gert Ueding

## Bibliographien
- Bibliographie der Deutschen Sprach- und Literaturwissenschaft („BDSL Online“, in der gedruckten Ausgabe bekannt als Eppelsheimer-Köttelwesch, ist die wichtigste germanistische Bibliographie. Frei zugänglich sind die Berichtsjahrgänge 1985–2000 (Stand: 2019). Die meisten deutschen Hochschulbibliotheken besitzen eine Lizenz zum Vollzugriff aus dem jeweiligen Hochschulnetz.)
- Romanische Bibliographie / Bibliographie romane / Romance Bibliography. Niemeyer, Tübingen 1961ff. (zuvor Zeitschrift für Romanische Philologie (ZrP) Supplemente, Halle/Saale, dann Tübingen 1875 ff.; Berichtszeitraum 1875–1913; 1924 ff.)

### Allgemeine Einführungen
- Alo Allkemper, Norbert O. Eke: Literaturwissenschaft. Eine Einführung. (UTB basics). 3., überarb. u. erw. Auflage. UTB, Stuttgart 2010, ISBN 978-3-8252-2590-2.
- Heinz Ludwig Arnold, Heinrich Detering (Hrsg.): Grundzüge der Literaturwissenschaft. Deutscher Taschenbuch Verlag, München 1996, ISBN 3-423-30171-6.
- Rainer Baasner, Maria Zens: Methoden und Modelle der Literaturwissenschaft – Eine Einführung. 3. überarbeitete und erweiterte Auflage. Erich Schmidt, Berlin 2005, ISBN 3-503-07952-1.
- Heinrich Bosse, Ursula Renner (Hrsg.): Literaturwissenschaft. Einführung in ein Sprachspiel. (= Rombach Grundkurs Band 3). 2., überarbeitete Auflage. Freiburg 2010, ISBN 978-3-7930-9603-0.
- Rainer Grübel, Ralf Grüttemeier, Helmut Lethen (Hrsg.): Orientierung Literaturwissenschaft. (rororo Enzyklopädie). Rowohlt Verlag, Reinbek 2001, ISBN 3-499-55606-5.
- Jost Hermand: Synthetisches Interpretieren. Zur Methodik der Literaturwissenschaft. München 1968; 6. Auflage, 1976, ISBN 3-485-03027-9.
- Reinhold Grimm, Jost Hermand (Hrsg.): Methodenfragen der deutschen Literaturwissenschaft. Darmstadt 1973, ISBN 3-534-04989-6 (= Wege der Forschung. Band 290).
- Oliver Jahraus: Literaturtheorie: Theoretische und methodische Grundlagen der Literaturwissenschaft. UTB, 2004, ISBN 3-8252-2587-9.
- Ursula Kocher, Carolin Krehl: Literaturwissenschaft. Studium – Wissenschaft – Beruf (= Akademie Studienbücher). Akademie Verlag, Berlin 2008, ISBN 978-3-05-004413-2.
- Hans Krah: Einführung in die Literaturwissenschaft. Textanalyse. Verlag Ludwig, Kiel 2006, ISBN 3-937719-43-1.
- Klaus von See (Hrsg.): Neues Handbuch der Literaturwissenschaft. Wiesbaden 1972 ff.
- Joseph Strelka: Methodologie der Literaturwissenschaft. Tübingen 1978, ISBN 3-484-10325-6.
- Michael Titzmann: Strukturale Textanalyse – Theorie und Praxis der Interpretation (= Information & Synthese, hg. von K. W. Hempfer & W. Weiß, Bd. 5; UTB 582). München: Fink 1977, ISBN 3-7705-1366-5

### Geschichte und Kritik der Literaturwissenschaft
- Wilhelm Solms, Friedrich Nemec (Hrsg.): Literaturwissenschaft heute. Fink, München 1979, ISBN 978-3-7705-1616-2.
- Robert Weimann: „New Criticism“ und die Entwicklung bürgerlicher Literaturwissenschaft. Geschichte und Kritik neuer Interpretationsmethoden. Niemeyer, Halle 1962; 2., durchges. u. erg. Auflage. C. H. Beck, München 1985.
- KD Wolff (Hrsg.): Das Räuberbuch. Die Rolle der Literaturwissenschaft in der Ideologie des deutschen Bürgertums am Beispiel von Schillers „Die Räuber“. Verlag Roter Stern, Frankfurt am Main 1974; Parthas Verlag, Berlin 2005 (Zitate, Kommentare, historisch-ökonomische Informationen und Exkurse).
- Jürgen Fohrmann, Wilhelm Voßkamp (Hrsg.): Von der gelehrten zur disziplinären Gemeinschaft. Metzler, Stuttgart 1987.
- Klaus Weimar: Geschichte der deutschen Literaturwissenschaft bis zum Ende des 19. Jahrhunderts. Fink, München 1989, 2. Aufl. 2003.
- Wilfried Barner: Literaturwissenschaft – eine Geschichtswissenschaft? (= Schriften des Historischen Kollegs. Vorträge. Bd. 18). Stiftung Historisches Kolleg, München 1990 (Digitalisat ).
- Wilfried Barner, Christoph König (Hrsg.): Zeitenwechsel. Germanistische Literaturwissenschaft vor und nach 1945. Fischer-Taschenbuch-Verlag, Frankfurt am Main 1996, ISBN 978-3-596-12963-8.
- Gerhard Kaiser: Grenzverwirrungen: Literaturwissenschaft im Nationalsozialismus. Akademie-Verlag, Berlin 2008, ISBN 978-3-05-004411-8.
- Sabine Koloch  (Hrsg.): 1968 in der deutschen Literaturwissenschaft . (Webprojekt auf literaturkritik.de unter dem Menüpunkt Archiv/Sonderausgaben) 2018–2020.

### Lexika
- Horst Brunner, Rainer Moritz (Hrsg.): Literaturwissenschaftliches Lexikon – Grundbegriffe der Germanistik. 2. überarbeitete und erweiterte Auflage. Berlin 2006.
- H. Ehling, P. Ripken: Die Literatur Schwarzafrikas. Ein Lexikon der Autorinnen und Autoren. C. H. Beck, München 1997.
- Axel Ruckaberle (Hrsg.): Metzler Lexikon Weltliteratur: 1000 Autoren von der Antike bis zur Gegenwart. 3 Bände. Metzler, Stuttgart u. a. 2006, ISBN 3-476-02093-2.
- Ansgar Nünning (Hrsg.): Metzler Lexikon Literatur- und Kulturtheorie. Ansätze, Personen, Grundbegriffe. 4., aktualis. u. erw. Auflage. Metzler, Stuttgart 2008, ISBN 978-3-476-02241-7.
- Dieter Lamping (Hrsg.): Handbuch der literarischen Gattungen. Kröner, Stuttgart 2009.

Umfangreichere Nachschlagewerke siehe: Liste der Spezialenzyklopädien#Literatur
Weitere Autorenlexika siehe: Schriftsteller

### Literaturgeschichte
- Hans-Dieter Gelfert: Kleine Geschichte der englischen Literatur. 2. Auflage. C. H. Beck, München 2005, ISBN 3-406-52856-2.
- Jürgen Grimm (Hrsg.): Französische Literaturgeschichte. 5., überarbeitete und aktualisierte Auflage. Metzler, Stuttgart 2006, ISBN 3-476-02148-3.
- Reinhard Lauer: Geschichte der russischen Literatur. Sonderausgabe. 2. Auflage. C. H. Beck, München 2008, ISBN 978-3-406-50267-5.
- Susheila Nasta, Mark Stein (Hrsg.): The Cambridge History of Black and Asian British Writing. Cambridge University Press, Cambridge 2020, ISBN 978-1-108-16414-6.
- Michael Rössner (Hrsg.): Lateinamerikanische Literaturgeschichte. 3., erweiterte Auflage. Metzler, Stuttgart 2007, ISBN 978-3-476-02224-0.
- Helwig Schmidt-Glintzer: Geschichte der chinesischen Literatur. 2. Auflage. C. H. Beck, München 1999, ISBN 3-406-45337-6.
- Hubert Zapf (Hrsg.): Amerikanische Literaturgeschichte. 2., aktualisierte Auflage. Metzler, Stuttgart 2004, ISBN 3-476-02036-3.
- Victor Zmegac (Hrsg.): Geschichte der deutschen Literatur. 3 Bände (1/I und 1/II, sowie 2 und 3). Athenäum Verlag, Königstein/Ts. 1978.

### Fachreflexion
- Leonard Forster: Literaturwissenschaft als Flucht vor der Literatur? Wolfenbüttel 1978.
- Winfried Wehle: Beschreiben – verstehen: zur neueren Diskussion über das Verhältnis von literaturwissenschaftlicher und linguistischer Erkenntnis. In: Romanistisches Jahrbuch. 25 (1974), S. 63–93 (PDF; 12,7 MB).
- Winfried Wehle: Wozu (noch) Literaturwissenschaft? In: Romanistische Zeitschrift für Literaturgeschichte. 29. Jg., Heft 3/4, 2005, S. 411–426 (PDF; 123 kB).

### Schriftenreihen
- seit 1979: Schriften zur Literaturwissenschaft, im Auftrag der Görres-Gesellschaft; im Auftrag der Görres-Gesellschaft herausgegeben von Bernd Engler, Volker Kapp, Helmuth Kiesel und Günter Niggl. Erscheint im Verlag Duncker & Humblot, Berlin, ISSN 0720-6720.